# Larry Siegel
Pour les articles homonymes, voir Siegel.
Larry Siegel (Jersey City, 1934 - ?, 9 janvier 2020) est un photographe et galiériste américain.

## Quelques expositions
- 2010 : Tabla Rasa Gallery, group show, Brooklyn
- 2004 : Chamot Gallery, Jersey City
- 1986 : Colegio Cairoli, Pavie
- 1986 : Spazio, Foto San Fedele, Milan
- 1985 : Galeria Luisella d"Alessandro, Turin
- 1982 : Rizzoli, New York

## Collections
- Museum of Modern Art, New York
- New York Public Library, New York
- Bibliothèque nationale de France, Paris
- Galerie Fiolet, Bert Hardkamp, Amsterdam

## Quelques publications
- B&W Magazine juried winner in upcoming June 2010 edition
- Book of Photographs "14th St." published by Matrix 1982
- Aktuelle Fotografi (Suède)
- Camera Arts - Critical review of exhibition at International Center of Photography "Photography of the Fifties"
- Claudia (Mexico) - two photo essays "Mexican Nightclubs," "Easter Passion Play"